# Satteldorf
Satteldorf es un municipio alemán perteneciente al distrito de Schwäbisch Hall de Baden-Wurtemberg.

## Localización
Se ubica a orillas del río Jagst en la periferia septentrional de Crailsheim. Al norte del pueblo pasa la autovía A6, quedando el municipio a medio camino por carretera entre Stuttgart y Núremberg.

## Historia
El municipio fue creado en 1974 mediante la fusión de los antiguos municipios de Satteldorf, Ellrichshausen y Gröningen. El pueblo es de origen medieval y en el término municipal se ubican las ruinas del monasterio de Anhausen, del siglo XIV.

## Demografía
A 31 de diciembre de 2017 tiene 5502 habitantes.